# Semicossyphus reticulatus
Semicossyphus reticulatus är en fiskart som först beskrevs av Valenciennes, 1839.  Semicossyphus reticulatus ingår i släktet Semicossyphus och familjen läppfiskar. Inga underarter finns listade i Catalogue of Life.
Arten lever i havet kring Japan, Koreahalvön och östra Kina. Den registrerades inte vid Taiwan. Antagligen är Semicossyphus reticulatus specialiserad på tempererat eller kyligt vatten. Den vistas nära klippor och den har andra fiskar samt kräftdjur som föda. Hanarna strider mot varandra om rätten att para sig. Den vinnande hanen följer honan till vattenytan och befruktar äggen.
Beståndet hotas antagligen av överfiske. I norra delen av utbredningsområdet är den vanligt förekommande. IUCN kategoriserar arten globalt som otillräckligt studerad.